# Heian-kjó

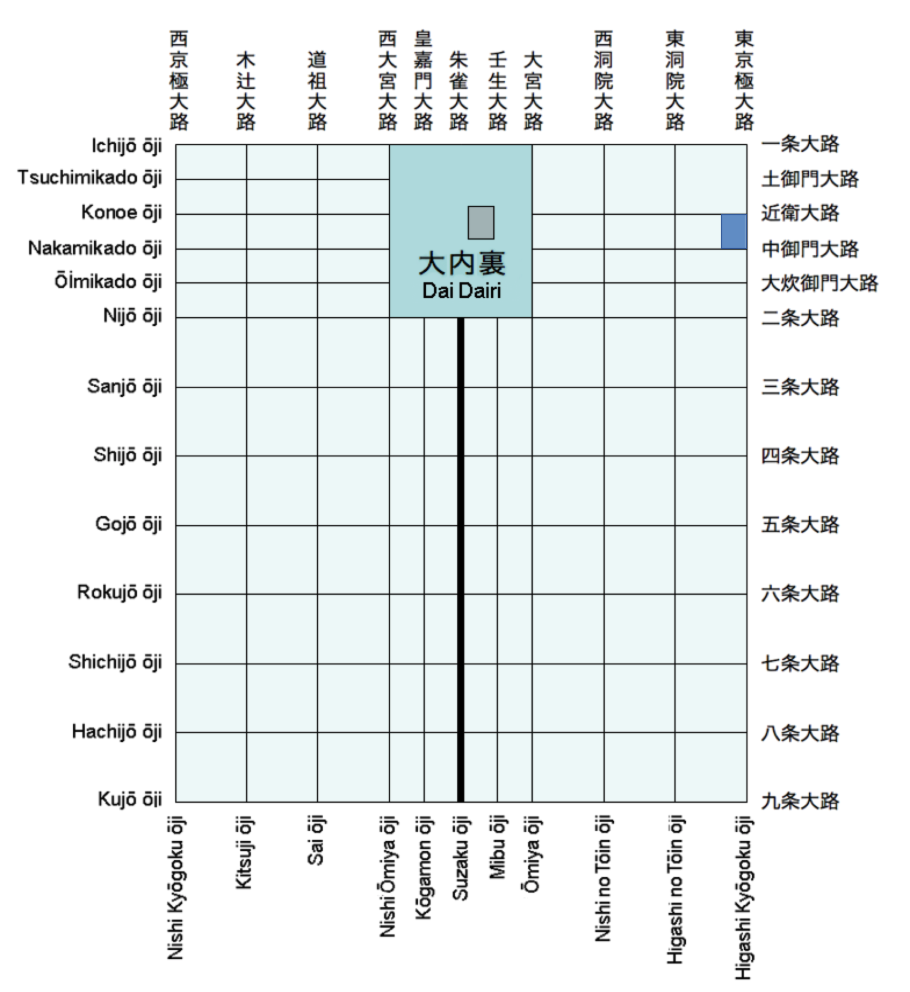
Poloha císařského paláce na plánku Heiankjó s vyznačenými ulicemi

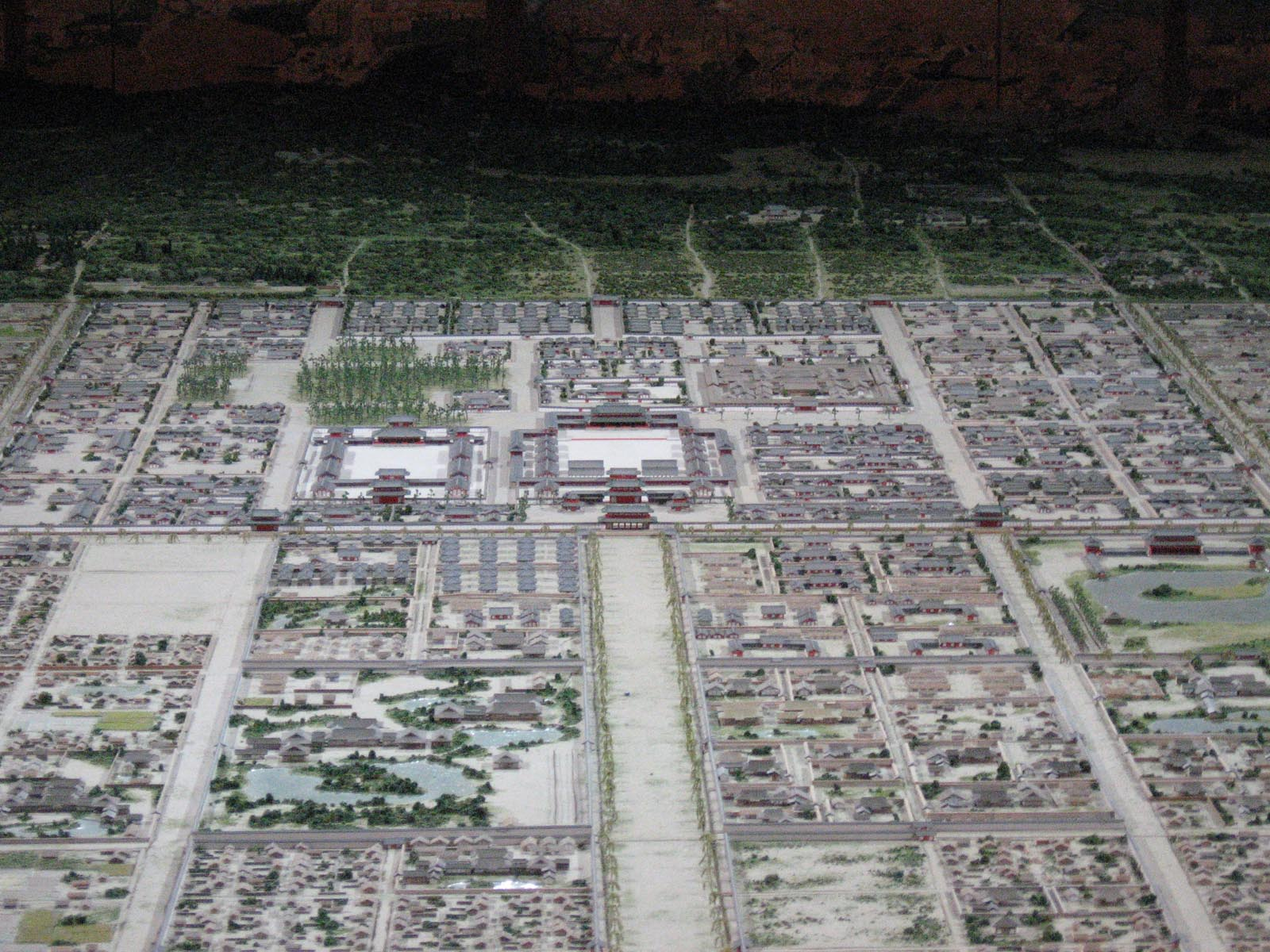
Model Heian-kjó s císařským palácem a hlavní ulicí Suzaku-ódži

Heian-kjó (japonsky 平安京, doslova Město míru a klidu) byl prvotní název japonského města Kjóto, které bylo hlavním městem Japonska po více než tisíc let od roku 794 až do roku 1868.
Císař Kammu jej nechal založit v roce 794 jako nové hlavní město a přemístil do něj císařský dvůr z nedalekého Nagaoka-kjó na radu svého rádce Wake no Kijomary. Vybudováno bylo podle vzoru Čchang-anu (dnešní Si-an), hlavního města čínské dynastie Tchang. Zůstalo hlavním politickým centrem země až do roku 1185, kdy se moci chopil klan Minamoto a založil šógunát Kamakura. Období japonských dějin mezi roky 794 a 1185 je známé jako období Heian.
Město bylo vybudováno na planině uprostřed kotliny obklopené zalesněnými horskými svahy. Kotlinou protékaly řeka Kamo s přítokem Takano a řeka Kacura. Půdorys města tvořil obdélník s 4500 m dlouhou východo-západní stranou a 5200 m dlouhou stranou jiho-severní. V západo-východním směru Heiankjó protínalo devět širokých ulic zvaných džó očíslovaných od nejsevernější Ičidžó (První) až po nejjižnější Kudžó (Devátou). Mezi První a Druhou ulicí stál císařský palác Heian, od něhož se směrem k jihu táhla nejširší (asi 90 m) ulice celého města Suzaku, Suzaku ódži neboli Velká cesta Rudého ptačího draka.